# Temporada 2003-2004 de l'EC Granollers
La bona gestió esportiva de les dues darreres campanyes culmina, malgrat disposar un cop més del pressupost més baix de la categoria, amb l'Esport Club Granollers penjant-se l'etiqueta d'equip revelació i acabant la lliga entre els quatre primers del Grup V de la Tercera Divisió, accedint així a jugar per primer cop la promoció d'ascens a la categoria de bronze estatal. El club se sobreposa, tanmateix, a una petita polèmica verbal entre el president Martos i l'entrenador Mayo quan aquest va insinuar el seu fitxatge pel FC Barcelona C durant l'estiu; i també al sobtat canvi de president tot just començada la temporada, relleu però que no afecta la marxa de l'equip atès que les funcions presidencials recauen en el mateix secretari tècnic, Paco Ariza. D'altra banda, tres jugadors del primer equip (Crivillé, Navarro, Manel Sala) són convocats pels entrenaments de la selecció catalana amateur de cara a la Copa de les Regions de la UEFA, mentre que el Juvenil A es consolida a la Divisió d'Honor, amb el porter Lluís Paré a la selecció Sub-18 de Catalunya.

## Fets destacats
2003
- 22 d'octubre: després de deu temporades i mitja al capdavant del club, Jesús Martos decideix presentar la dimissió per motius laborals i cedir el càrrec al director tècnic Paco Ariza.[1][5]

2004
- 30 de maig: en un dels partits més seriosos i ordenats del present curs futbolístic, l'Esport Club li guanya la batalla al CF Vilanova prenent-li en el seu propi camp el punt necessari per jugar el playoff d'ascens a la Segona Divisió B per primer cop en la seva història.[6]

## Plantilla
| Núm. | Pos. |           | Jugador                             | Procedència              | Temporada |
| ---- | ---- | --------- | ----------------------------------- | ------------------------ | --------- |
|      | POR  | Catalunya | Manel Ochoa Jufré                   | UE Vic                   | 2001-2002 |
|      | POR  | Catalunya | Xavier Izquierdo Giménez 'Xavo'     | FC Martinenc             | 2003-2004 |
|      | POR  | Catalunya | Lluís Paré Barniol                  | juvenil                  | 2003-2004 |
|      | DEF  | Catalunya | Elies Martí Coderch                 | UE Vic                   | 2001-2002 |
|      | DEF  | Catalunya | Xavier Pérez Soler                  | CD Masnou                | 2001-2002 |
|      | DEF  | Catalunya | Joan Antoni Espiñeira López         | AEC Manlleu              | 2002-2003 |
|      | DEF  | Catalunya | Roger Bellavista Fortuny            | juvenil                  | 2002-2003 |
|      | DEF  | Catalunya | Carles Crivillé Pedrero             | juvenil                  | 2002-2003 |
|      | DEF  | Catalunya | Rubén Salvador McCafferty Myles     | juvenil                  | 2002-2003 |
|      | DEF  | Catalunya | Eduard Dot Vila                     | AEC Manlleu              | 2003-2004 |
|      | DEF  | Catalunya | Jordi Valbuena Ranchal              | AEC Manlleu              | 2003-2004 |
|      | MIG  | Catalunya | Òscar Gely Casabosca                | juvenil                  | 1999-2000 |
|      | MIG  | Catalunya | Oriol Vila Martí                    | AEC Manlleu              | 2001-2002 |
|      | MIG  | Catalunya | Sergio Navarro Justo                | juvenil                  | 2002-2003 |
|      | MIG  | Catalunya | Fabià Millán Coll                   | juvenil                  | 2002-2003 |
|      | MIG  | Catalunya | Albert Carcedo Roncero              | juvenil                  | 2002-2003 |
|      | MIG  | Catalunya | Alexandre Delmàs Clascà             | CE Premià                | 2003-2004 |
|      | MIG  | Catalunya | Javier López Marín                  | UE Castelldefels juvenil | 2003-2004 |
|      | MIG  | Catalunya | Marc Callicó Prat                   | FC Palafrugell           | 2003-2004 |
|      | MIG  | Catalunya | Oriol Martí Delgado 'Uri'           | juvenil                  | 2003-2004 |
|      | MIG  | Catalunya | Víctor Manuel Sánchez Toledano      | juvenil                  | 2003-2004 |
|      | DAV  | Catalunya | Esteban Castaño Jiménez 'Estivi'    | UE Vic                   | 2001-2002 |
|      | DAV  | Catalunya | Josep Puigdesens Aragall            | CE Mataró                | 2002-2003 |
|      | DAV  | Catalunya | Eduard Partida Sabí                 | juvenil                  | 2002-2003 |
|      | DAV  | Catalunya | Manel Sala de la Torre              | juvenil                  | 2002-2003 |
|      | DAV  | Catalunya | David Munné                         | juvenil                  | 2003-2004 |
|      | DAV  | Catalunya | Francisco Fernández Pérez 'Paquito' | CE Mataró                | 2003-2004 |

Altres jugadors utilitzats a la pretemporada: Josep Maria Santaella Huertas, David Barbancho García (juvenil), Moustapha Kourouma, Carles Gil Termes (juvenil). 

Llegenda:  ·   Capità  ·   Juvenil  ·   Lesionat  ·   Altes  ·   Passaport europeu  ·   Extracomunitari  ·   Extracomunitari sense restricció
| Baixes 2002-2003                 | Destinació     |
| Álvaro Pelegero Alcaide          | CE Europa      |
| Marc Verdaguer Arboix            | AEC Manlleu    |
| Francisco Javier Rubio Rodríguez | CE Premià      |
| Sergi Antolín González           | CE Mataró      |
| David Montiel Salcedo 'Monti'    | CD Blanes      |
| Manel Guerrero Arca              | UE Sant Andreu |
| Javier Vázquez Molano            | CE Sant Celoni |
| Rubén Soler Navas                | CD Numancia B  |

| Baixes 2003-2004              | Destinació    |
| Josep Maria Santaella Huertas | AEC Manlleu   |
| David Barbancho García        | UE Sants      |
| Moustapha Kourouma            | CD Tortosa    |
| Eduard Partida Sabí           | CF Badalona B |
| Javier López Marín            | AE Prat       |

| Jornades | 01 | 02 | 03 | 04 | 05 | 02 | 06 | 07 | 08 | 09 | 10 | 11 | 12 | 13 | 14 | 15 | 16 | 17 | 18 | 19 | 20 | 21 | 22 | 23 | 24 | 25 | 26 | 27 | 28 | 29 | 30 | 31 | 32 | 33 | 34 | 35 | 36 | 37 | 38 | A1 | A2 | Sumatoris       | PJ              | GM | GE | TG  | TV |
| --- | --- | --- | --- | --- | --- | --- | --- | --- | --- | --- | --- | --- | --- | --- | --- | --- | --- | --- | --- | --- | --- | --- | --- | --- | --- | --- | --- | --- | --- | --- | --- | --- | --- | --- | --- | --- | --- | --- | --- | --- | --- | --------------- | --------------- | -- | -- | --- | -- |
| Delmàs | T | T | T | T | T | | | T | T | T | T | T | T | T | T | T | T | T | | T | T | T | T | S | T | T | T | T | T | T | T | T | T | T | T | T | T | T | T | T | T | Delmàs          | 36              | 13 |    | 12  | 1  |
| Callicó | S | T | S | S | T | | | S | E | S | S | S | S | E | E | T | T | S | S | T | T | S | T | S | S | T | | S | T | T | T | T | T | S | T | S | T | T | T | T | T | Callicó         | 36              | 3  |    | 9   | 1  |
| Edu Dot | T | T | T | T | T | T | T | T | T | T | T | T | T | T | T | | T | T | T | T | T | T | S | T | T | T | | T | T | T | T | T | T | T | T | T | T | T | T | T | T | Edu Dot         | 36              | 1  |    | 9   |    |
| Crivillé | T | T | T | T | T | T | T | T | T | T | T | | T | T | T | T | T | T | T | T | T | T | T | T | T | | T | T | T | T | T | T | T | T | T | T | | T | T | T | T | Crivillé        | 35              | 1  |    | 10  |    |
| Ochoa | T | T | T | T | T | T | T | T | T | T | | | T | T | T | T | | T | T | T | T | T | T | T | T | T | T | S | | T | T | T | T | | T | T | T | T | T | T | T | Ochoa           | 33              |    | 32 | 2   | 1  |
| Rubén Salvador | | | T | E | E | T | T | E | T | T | | T | E | T | T | T | S | T | | | E | E | E | E | E | E | E | T | T | T | T | T | | T | T | T | T | E | T | T | S | Rubén Salvador  | 33              |    |    | 8   |    |
| Fabià | | | E | E | E | S | T | S | T | E | T | S | E | | | E | T | S | E | | | E | E | T | S | T | T | T | S | S | S | | E | E | E | T | S | S | S | S | S | Fabià           | 32              | 4  |    | 4   |    |
| Navarro | | T | T | T | T | T | T | T | S | T | T | | T | T | T | T | T | T | T | S | S | | | T | S | T | T | T | S | S | S | S | S | T | S | E | | | | | S | Navarro         | 31              | 3  |    | 10  |    |
| Manel Sala | E | | E | S | | T | T | T | S | S | S | T | T | S | T | T | S | S | T | S | S | S | S | E | E | S | S | | | | | | | | | S | T | S | S | | | Manel Sala      | 29              | 8  |    | 4   |    |
| Elies | T | T | T | T | | | | | | T | | T | T | T | T | | | | T | T | T | T | | T | | T | T | T | T | T | T | T | T | T | T | T | T | T | T | T | T | Elies           | 28              | 2  |    | 8   | 2  |
| Xavi Pérez | E | | S | S | S | S | | | | E | T | E | S | T | S | T | | | E | T | T | T | T | E | | | | | | E | E | T | S | S | S | | E | | E | E | E | Xavi Pérez      | 26              | 1  |    | 4   |    |
| Puigdesens | S | T | S | T | T | | | | S | S | | | | | | E | E | E | S | E | ES | | | | | | | ES | E | E | E | S | S | S | S | S | S | S | S | T | T | Puigdesens      | 25              | 7  |    | 4   | 1  |
| Gely | T | | | | | | | | | | | | | | | E | S | T | T | T | T | T | T | T | T | T | T | T | T | T | T | T | T | T | T | T | T | T | T | T | | Gely            | 25              | 4  |    | 5   |    |
| Estivi | | | | | | | | | | | E | T | S | S | E | S | E | E | E | E | E | S | T | | | | | E | E | E | E | E | E | E | E | E | E | E | E | S | T | Estivi          | 25              | 4  |    |     |    |
| Valbuena | S | T | | E | S | | ES | | | | | | | | E | S | T | T | S | | | E | T | | T | | S | | | | | | | | | E | E | E | E | | E | Valbuena        | 18              |    |    | 4   |    |
| Bellavista | E | | | | | E | E | S | | | | | | | | | | | T | T | T | T | T | T | T | T | S | | | | | | T | | | | S | T | | | | Bellavista      | 16              | 2  |    | 3   | 1  |
| Oriol Vila | T | T | T | | S | T | T | T | E | | S | S | | E | S | | | | | | | | | | | | | | | | | | | | | | | | | | E | Oriol Vila      | 11              | 1  |    | 6   | 1  |
| Toni Espiñeira | T | T | | T | T | | T | T | T | T | T | T | T | | | | | | | | | | | | | | | | | | | | | | | | | | | | | Toni Espiñeira  | 11              |    |    | 2   | 1  |
| Javi López | | | | | | T | S | E | | | E | E | E | S | S | S | E | E | | | | | | | | | | | | | | | | | | | | | | | | Javi López      | 11              |    |    | 2   |    |
| Paquito | | | | | | | | | | | | | | | | | | | | | | | | S | T | T | T | T | T | S | S | | | E | E | | | | | | | Paquito         | 10              | 3  |    | 2   |    |
| Edu Partida | | | E | | E | E | S | E | E | E | E | E | | E | | | | | | | | | | | | | | | | | | | | | | | | | | | | Edu Partida     | 10              |    |    |     |    |
| Xavo | | | | | | | | | | | T | T | | | | | T | | | | | | | | | | | E | S | | | | | | | | | | | | | Xavo            | 5               |    | 6  |     |    |
| Lluís Paré | | | | | | | | | | | | | | | | | | | | | | | | | | | | | E | | | | E | T | | | | | | | | Lluís Paré      | 3               |    | 5  |     |    |
| Víctor Manuel | | | | | | | | | | | | | | | | | | | | | | | | | | | E | | | | | E | | | | | | | | E | | Víctor Manuel   | 2               |    |    |     |    |
| Uri | | | | | | | | | | | | | | | | | | | | | | | | | E | | E | | | | | | | | | | | | | | | Uri             | 2               |    |    |     |    |
| Carcedo | | | | | | | E | | | | | | | | | | | | | | | | | | | | | | | | | | | | | | | | | | | Carcedo         | 1               |    |    |     |    |
| David Munné | | | | | | | | | E | | | | | | | | | | | | | | | | | | | | | | | | | | | | | | | | | David Munné     | 1               |    |    |     |    |
| T:titular, S:surt, E:entra, ES:entra i surt, PJ:partits jugats, GM:gols marcats, GE:gols encaixats, TG:targetes grogues, TV:targetes vermelles \| groga \| groga + groga \| groga + vermella \| vermella \| sanció \| lesió \| baixa \| | T:titular, S:surt, E:entra, ES:entra i surt, PJ:partits jugats, GM:gols marcats, GE:gols encaixats, TG:targetes grogues, TV:targetes vermelles \| groga \| groga + groga \| groga + vermella \| vermella \| sanció \| lesió \| baixa \| | T:titular, S:surt, E:entra, ES:entra i surt, PJ:partits jugats, GM:gols marcats, GE:gols encaixats, TG:targetes grogues, TV:targetes vermelles \| groga \| groga + groga \| groga + vermella \| vermella \| sanció \| lesió \| baixa \| | T:titular, S:surt, E:entra, ES:entra i surt, PJ:partits jugats, GM:gols marcats, GE:gols encaixats, TG:targetes grogues, TV:targetes vermelles \| groga \| groga + groga \| groga + vermella \| vermella \| sanció \| lesió \| baixa \| | T:titular, S:surt, E:entra, ES:entra i surt, PJ:partits jugats, GM:gols marcats, GE:gols encaixats, TG:targetes grogues, TV:targetes vermelles \| groga \| groga + groga \| groga + vermella \| vermella \| sanció \| lesió \| baixa \| | T:titular, S:surt, E:entra, ES:entra i surt, PJ:partits jugats, GM:gols marcats, GE:gols encaixats, TG:targetes grogues, TV:targetes vermelles \| groga \| groga + groga \| groga + vermella \| vermella \| sanció \| lesió \| baixa \| | T:titular, S:surt, E:entra, ES:entra i surt, PJ:partits jugats, GM:gols marcats, GE:gols encaixats, TG:targetes grogues, TV:targetes vermelles \| groga \| groga + groga \| groga + vermella \| vermella \| sanció \| lesió \| baixa \| | T:titular, S:surt, E:entra, ES:entra i surt, PJ:partits jugats, GM:gols marcats, GE:gols encaixats, TG:targetes grogues, TV:targetes vermelles \| groga \| groga + groga \| groga + vermella \| vermella \| sanció \| lesió \| baixa \| | T:titular, S:surt, E:entra, ES:entra i surt, PJ:partits jugats, GM:gols marcats, GE:gols encaixats, TG:targetes grogues, TV:targetes vermelles \| groga \| groga + groga \| groga + vermella \| vermella \| sanció \| lesió \| baixa \| | T:titular, S:surt, E:entra, ES:entra i surt, PJ:partits jugats, GM:gols marcats, GE:gols encaixats, TG:targetes grogues, TV:targetes vermelles \| groga \| groga + groga \| groga + vermella \| vermella \| sanció \| lesió \| baixa \| | T:titular, S:surt, E:entra, ES:entra i surt, PJ:partits jugats, GM:gols marcats, GE:gols encaixats, TG:targetes grogues, TV:targetes vermelles \| groga \| groga + groga \| groga + vermella \| vermella \| sanció \| lesió \| baixa \| | T:titular, S:surt, E:entra, ES:entra i surt, PJ:partits jugats, GM:gols marcats, GE:gols encaixats, TG:targetes grogues, TV:targetes vermelles \| groga \| groga + groga \| groga + vermella \| vermella \| sanció \| lesió \| baixa \| | T:titular, S:surt, E:entra, ES:entra i surt, PJ:partits jugats, GM:gols marcats, GE:gols encaixats, TG:targetes grogues, TV:targetes vermelles \| groga \| groga + groga \| groga + vermella \| vermella \| sanció \| lesió \| baixa \| | T:titular, S:surt, E:entra, ES:entra i surt, PJ:partits jugats, GM:gols marcats, GE:gols encaixats, TG:targetes grogues, TV:targetes vermelles \| groga \| groga + groga \| groga + vermella \| vermella \| sanció \| lesió \| baixa \| | T:titular, S:surt, E:entra, ES:entra i surt, PJ:partits jugats, GM:gols marcats, GE:gols encaixats, TG:targetes grogues, TV:targetes vermelles \| groga \| groga + groga \| groga + vermella \| vermella \| sanció \| lesió \| baixa \| | T:titular, S:surt, E:entra, ES:entra i surt, PJ:partits jugats, GM:gols marcats, GE:gols encaixats, TG:targetes grogues, TV:targetes vermelles \| groga \| groga + groga \| groga + vermella \| vermella \| sanció \| lesió \| baixa \| | T:titular, S:surt, E:entra, ES:entra i surt, PJ:partits jugats, GM:gols marcats, GE:gols encaixats, TG:targetes grogues, TV:targetes vermelles \| groga \| groga + groga \| groga + vermella \| vermella \| sanció \| lesió \| baixa \| | T:titular, S:surt, E:entra, ES:entra i surt, PJ:partits jugats, GM:gols marcats, GE:gols encaixats, TG:targetes grogues, TV:targetes vermelles \| groga \| groga + groga \| groga + vermella \| vermella \| sanció \| lesió \| baixa \| | T:titular, S:surt, E:entra, ES:entra i surt, PJ:partits jugats, GM:gols marcats, GE:gols encaixats, TG:targetes grogues, TV:targetes vermelles \| groga \| groga + groga \| groga + vermella \| vermella \| sanció \| lesió \| baixa \| | T:titular, S:surt, E:entra, ES:entra i surt, PJ:partits jugats, GM:gols marcats, GE:gols encaixats, TG:targetes grogues, TV:targetes vermelles \| groga \| groga + groga \| groga + vermella \| vermella \| sanció \| lesió \| baixa \| | T:titular, S:surt, E:entra, ES:entra i surt, PJ:partits jugats, GM:gols marcats, GE:gols encaixats, TG:targetes grogues, TV:targetes vermelles \| groga \| groga + groga \| groga + vermella \| vermella \| sanció \| lesió \| baixa \| | T:titular, S:surt, E:entra, ES:entra i surt, PJ:partits jugats, GM:gols marcats, GE:gols encaixats, TG:targetes grogues, TV:targetes vermelles \| groga \| groga + groga \| groga + vermella \| vermella \| sanció \| lesió \| baixa \| | T:titular, S:surt, E:entra, ES:entra i surt, PJ:partits jugats, GM:gols marcats, GE:gols encaixats, TG:targetes grogues, TV:targetes vermelles \| groga \| groga + groga \| groga + vermella \| vermella \| sanció \| lesió \| baixa \| | T:titular, S:surt, E:entra, ES:entra i surt, PJ:partits jugats, GM:gols marcats, GE:gols encaixats, TG:targetes grogues, TV:targetes vermelles \| groga \| groga + groga \| groga + vermella \| vermella \| sanció \| lesió \| baixa \| | T:titular, S:surt, E:entra, ES:entra i surt, PJ:partits jugats, GM:gols marcats, GE:gols encaixats, TG:targetes grogues, TV:targetes vermelles \| groga \| groga + groga \| groga + vermella \| vermella \| sanció \| lesió \| baixa \| | T:titular, S:surt, E:entra, ES:entra i surt, PJ:partits jugats, GM:gols marcats, GE:gols encaixats, TG:targetes grogues, TV:targetes vermelles \| groga \| groga + groga \| groga + vermella \| vermella \| sanció \| lesió \| baixa \| | T:titular, S:surt, E:entra, ES:entra i surt, PJ:partits jugats, GM:gols marcats, GE:gols encaixats, TG:targetes grogues, TV:targetes vermelles \| groga \| groga + groga \| groga + vermella \| vermella \| sanció \| lesió \| baixa \| | T:titular, S:surt, E:entra, ES:entra i surt, PJ:partits jugats, GM:gols marcats, GE:gols encaixats, TG:targetes grogues, TV:targetes vermelles \| groga \| groga + groga \| groga + vermella \| vermella \| sanció \| lesió \| baixa \| | T:titular, S:surt, E:entra, ES:entra i surt, PJ:partits jugats, GM:gols marcats, GE:gols encaixats, TG:targetes grogues, TV:targetes vermelles \| groga \| groga + groga \| groga + vermella \| vermella \| sanció \| lesió \| baixa \| | T:titular, S:surt, E:entra, ES:entra i surt, PJ:partits jugats, GM:gols marcats, GE:gols encaixats, TG:targetes grogues, TV:targetes vermelles \| groga \| groga + groga \| groga + vermella \| vermella \| sanció \| lesió \| baixa \| | T:titular, S:surt, E:entra, ES:entra i surt, PJ:partits jugats, GM:gols marcats, GE:gols encaixats, TG:targetes grogues, TV:targetes vermelles \| groga \| groga + groga \| groga + vermella \| vermella \| sanció \| lesió \| baixa \| | T:titular, S:surt, E:entra, ES:entra i surt, PJ:partits jugats, GM:gols marcats, GE:gols encaixats, TG:targetes grogues, TV:targetes vermelles \| groga \| groga + groga \| groga + vermella \| vermella \| sanció \| lesió \| baixa \| | T:titular, S:surt, E:entra, ES:entra i surt, PJ:partits jugats, GM:gols marcats, GE:gols encaixats, TG:targetes grogues, TV:targetes vermelles \| groga \| groga + groga \| groga + vermella \| vermella \| sanció \| lesió \| baixa \| | T:titular, S:surt, E:entra, ES:entra i surt, PJ:partits jugats, GM:gols marcats, GE:gols encaixats, TG:targetes grogues, TV:targetes vermelles \| groga \| groga + groga \| groga + vermella \| vermella \| sanció \| lesió \| baixa \| | T:titular, S:surt, E:entra, ES:entra i surt, PJ:partits jugats, GM:gols marcats, GE:gols encaixats, TG:targetes grogues, TV:targetes vermelles \| groga \| groga + groga \| groga + vermella \| vermella \| sanció \| lesió \| baixa \| | T:titular, S:surt, E:entra, ES:entra i surt, PJ:partits jugats, GM:gols marcats, GE:gols encaixats, TG:targetes grogues, TV:targetes vermelles \| groga \| groga + groga \| groga + vermella \| vermella \| sanció \| lesió \| baixa \| | T:titular, S:surt, E:entra, ES:entra i surt, PJ:partits jugats, GM:gols marcats, GE:gols encaixats, TG:targetes grogues, TV:targetes vermelles \| groga \| groga + groga \| groga + vermella \| vermella \| sanció \| lesió \| baixa \| | T:titular, S:surt, E:entra, ES:entra i surt, PJ:partits jugats, GM:gols marcats, GE:gols encaixats, TG:targetes grogues, TV:targetes vermelles \| groga \| groga + groga \| groga + vermella \| vermella \| sanció \| lesió \| baixa \| | T:titular, S:surt, E:entra, ES:entra i surt, PJ:partits jugats, GM:gols marcats, GE:gols encaixats, TG:targetes grogues, TV:targetes vermelles \| groga \| groga + groga \| groga + vermella \| vermella \| sanció \| lesió \| baixa \| | T:titular, S:surt, E:entra, ES:entra i surt, PJ:partits jugats, GM:gols marcats, GE:gols encaixats, TG:targetes grogues, TV:targetes vermelles \| groga \| groga + groga \| groga + vermella \| vermella \| sanció \| lesió \| baixa \| | T:titular, S:surt, E:entra, ES:entra i surt, PJ:partits jugats, GM:gols marcats, GE:gols encaixats, TG:targetes grogues, TV:targetes vermelles \| groga \| groga + groga \| groga + vermella \| vermella \| sanció \| lesió \| baixa \| | T:titular, S:surt, E:entra, ES:entra i surt, PJ:partits jugats, GM:gols marcats, GE:gols encaixats, TG:targetes grogues, TV:targetes vermelles \| groga \| groga + groga \| groga + vermella \| vermella \| sanció \| lesió \| baixa \| | En pròpia porta | En pròpia porta |    |    |     |    |
| T:titular, S:surt, E:entra, ES:entra i surt, PJ:partits jugats, GM:gols marcats, GE:gols encaixats, TG:targetes grogues, TV:targetes vermelles \| groga \| groga + groga \| groga + vermella \| vermella \| sanció \| lesió \| baixa \| | T:titular, S:surt, E:entra, ES:entra i surt, PJ:partits jugats, GM:gols marcats, GE:gols encaixats, TG:targetes grogues, TV:targetes vermelles \| groga \| groga + groga \| groga + vermella \| vermella \| sanció \| lesió \| baixa \| | T:titular, S:surt, E:entra, ES:entra i surt, PJ:partits jugats, GM:gols marcats, GE:gols encaixats, TG:targetes grogues, TV:targetes vermelles \| groga \| groga + groga \| groga + vermella \| vermella \| sanció \| lesió \| baixa \| | T:titular, S:surt, E:entra, ES:entra i surt, PJ:partits jugats, GM:gols marcats, GE:gols encaixats, TG:targetes grogues, TV:targetes vermelles \| groga \| groga + groga \| groga + vermella \| vermella \| sanció \| lesió \| baixa \| | T:titular, S:surt, E:entra, ES:entra i surt, PJ:partits jugats, GM:gols marcats, GE:gols encaixats, TG:targetes grogues, TV:targetes vermelles \| groga \| groga + groga \| groga + vermella \| vermella \| sanció \| lesió \| baixa \| | T:titular, S:surt, E:entra, ES:entra i surt, PJ:partits jugats, GM:gols marcats, GE:gols encaixats, TG:targetes grogues, TV:targetes vermelles \| groga \| groga + groga \| groga + vermella \| vermella \| sanció \| lesió \| baixa \| | T:titular, S:surt, E:entra, ES:entra i surt, PJ:partits jugats, GM:gols marcats, GE:gols encaixats, TG:targetes grogues, TV:targetes vermelles \| groga \| groga + groga \| groga + vermella \| vermella \| sanció \| lesió \| baixa \| | T:titular, S:surt, E:entra, ES:entra i surt, PJ:partits jugats, GM:gols marcats, GE:gols encaixats, TG:targetes grogues, TV:targetes vermelles \| groga \| groga + groga \| groga + vermella \| vermella \| sanció \| lesió \| baixa \| | T:titular, S:surt, E:entra, ES:entra i surt, PJ:partits jugats, GM:gols marcats, GE:gols encaixats, TG:targetes grogues, TV:targetes vermelles \| groga \| groga + groga \| groga + vermella \| vermella \| sanció \| lesió \| baixa \| | T:titular, S:surt, E:entra, ES:entra i surt, PJ:partits jugats, GM:gols marcats, GE:gols encaixats, TG:targetes grogues, TV:targetes vermelles \| groga \| groga + groga \| groga + vermella \| vermella \| sanció \| lesió \| baixa \| | T:titular, S:surt, E:entra, ES:entra i surt, PJ:partits jugats, GM:gols marcats, GE:gols encaixats, TG:targetes grogues, TV:targetes vermelles \| groga \| groga + groga \| groga + vermella \| vermella \| sanció \| lesió \| baixa \| | T:titular, S:surt, E:entra, ES:entra i surt, PJ:partits jugats, GM:gols marcats, GE:gols encaixats, TG:targetes grogues, TV:targetes vermelles \| groga \| groga + groga \| groga + vermella \| vermella \| sanció \| lesió \| baixa \| | T:titular, S:surt, E:entra, ES:entra i surt, PJ:partits jugats, GM:gols marcats, GE:gols encaixats, TG:targetes grogues, TV:targetes vermelles \| groga \| groga + groga \| groga + vermella \| vermella \| sanció \| lesió \| baixa \| | T:titular, S:surt, E:entra, ES:entra i surt, PJ:partits jugats, GM:gols marcats, GE:gols encaixats, TG:targetes grogues, TV:targetes vermelles \| groga \| groga + groga \| groga + vermella \| vermella \| sanció \| lesió \| baixa \| | T:titular, S:surt, E:entra, ES:entra i surt, PJ:partits jugats, GM:gols marcats, GE:gols encaixats, TG:targetes grogues, TV:targetes vermelles \| groga \| groga + groga \| groga + vermella \| vermella \| sanció \| lesió \| baixa \| | T:titular, S:surt, E:entra, ES:entra i surt, PJ:partits jugats, GM:gols marcats, GE:gols encaixats, TG:targetes grogues, TV:targetes vermelles \| groga \| groga + groga \| groga + vermella \| vermella \| sanció \| lesió \| baixa \| | T:titular, S:surt, E:entra, ES:entra i surt, PJ:partits jugats, GM:gols marcats, GE:gols encaixats, TG:targetes grogues, TV:targetes vermelles \| groga \| groga + groga \| groga + vermella \| vermella \| sanció \| lesió \| baixa \| | T:titular, S:surt, E:entra, ES:entra i surt, PJ:partits jugats, GM:gols marcats, GE:gols encaixats, TG:targetes grogues, TV:targetes vermelles \| groga \| groga + groga \| groga + vermella \| vermella \| sanció \| lesió \| baixa \| | T:titular, S:surt, E:entra, ES:entra i surt, PJ:partits jugats, GM:gols marcats, GE:gols encaixats, TG:targetes grogues, TV:targetes vermelles \| groga \| groga + groga \| groga + vermella \| vermella \| sanció \| lesió \| baixa \| | T:titular, S:surt, E:entra, ES:entra i surt, PJ:partits jugats, GM:gols marcats, GE:gols encaixats, TG:targetes grogues, TV:targetes vermelles \| groga \| groga + groga \| groga + vermella \| vermella \| sanció \| lesió \| baixa \| | T:titular, S:surt, E:entra, ES:entra i surt, PJ:partits jugats, GM:gols marcats, GE:gols encaixats, TG:targetes grogues, TV:targetes vermelles \| groga \| groga + groga \| groga + vermella \| vermella \| sanció \| lesió \| baixa \| | T:titular, S:surt, E:entra, ES:entra i surt, PJ:partits jugats, GM:gols marcats, GE:gols encaixats, TG:targetes grogues, TV:targetes vermelles \| groga \| groga + groga \| groga + vermella \| vermella \| sanció \| lesió \| baixa \| | T:titular, S:surt, E:entra, ES:entra i surt, PJ:partits jugats, GM:gols marcats, GE:gols encaixats, TG:targetes grogues, TV:targetes vermelles \| groga \| groga + groga \| groga + vermella \| vermella \| sanció \| lesió \| baixa \| | T:titular, S:surt, E:entra, ES:entra i surt, PJ:partits jugats, GM:gols marcats, GE:gols encaixats, TG:targetes grogues, TV:targetes vermelles \| groga \| groga + groga \| groga + vermella \| vermella \| sanció \| lesió \| baixa \| | T:titular, S:surt, E:entra, ES:entra i surt, PJ:partits jugats, GM:gols marcats, GE:gols encaixats, TG:targetes grogues, TV:targetes vermelles \| groga \| groga + groga \| groga + vermella \| vermella \| sanció \| lesió \| baixa \| | T:titular, S:surt, E:entra, ES:entra i surt, PJ:partits jugats, GM:gols marcats, GE:gols encaixats, TG:targetes grogues, TV:targetes vermelles \| groga \| groga + groga \| groga + vermella \| vermella \| sanció \| lesió \| baixa \| | T:titular, S:surt, E:entra, ES:entra i surt, PJ:partits jugats, GM:gols marcats, GE:gols encaixats, TG:targetes grogues, TV:targetes vermelles \| groga \| groga + groga \| groga + vermella \| vermella \| sanció \| lesió \| baixa \| | T:titular, S:surt, E:entra, ES:entra i surt, PJ:partits jugats, GM:gols marcats, GE:gols encaixats, TG:targetes grogues, TV:targetes vermelles \| groga \| groga + groga \| groga + vermella \| vermella \| sanció \| lesió \| baixa \| | T:titular, S:surt, E:entra, ES:entra i surt, PJ:partits jugats, GM:gols marcats, GE:gols encaixats, TG:targetes grogues, TV:targetes vermelles \| groga \| groga + groga \| groga + vermella \| vermella \| sanció \| lesió \| baixa \| | T:titular, S:surt, E:entra, ES:entra i surt, PJ:partits jugats, GM:gols marcats, GE:gols encaixats, TG:targetes grogues, TV:targetes vermelles \| groga \| groga + groga \| groga + vermella \| vermella \| sanció \| lesió \| baixa \| | T:titular, S:surt, E:entra, ES:entra i surt, PJ:partits jugats, GM:gols marcats, GE:gols encaixats, TG:targetes grogues, TV:targetes vermelles \| groga \| groga + groga \| groga + vermella \| vermella \| sanció \| lesió \| baixa \| | T:titular, S:surt, E:entra, ES:entra i surt, PJ:partits jugats, GM:gols marcats, GE:gols encaixats, TG:targetes grogues, TV:targetes vermelles \| groga \| groga + groga \| groga + vermella \| vermella \| sanció \| lesió \| baixa \| | T:titular, S:surt, E:entra, ES:entra i surt, PJ:partits jugats, GM:gols marcats, GE:gols encaixats, TG:targetes grogues, TV:targetes vermelles \| groga \| groga + groga \| groga + vermella \| vermella \| sanció \| lesió \| baixa \| | T:titular, S:surt, E:entra, ES:entra i surt, PJ:partits jugats, GM:gols marcats, GE:gols encaixats, TG:targetes grogues, TV:targetes vermelles \| groga \| groga + groga \| groga + vermella \| vermella \| sanció \| lesió \| baixa \| | T:titular, S:surt, E:entra, ES:entra i surt, PJ:partits jugats, GM:gols marcats, GE:gols encaixats, TG:targetes grogues, TV:targetes vermelles \| groga \| groga + groga \| groga + vermella \| vermella \| sanció \| lesió \| baixa \| | T:titular, S:surt, E:entra, ES:entra i surt, PJ:partits jugats, GM:gols marcats, GE:gols encaixats, TG:targetes grogues, TV:targetes vermelles \| groga \| groga + groga \| groga + vermella \| vermella \| sanció \| lesió \| baixa \| | T:titular, S:surt, E:entra, ES:entra i surt, PJ:partits jugats, GM:gols marcats, GE:gols encaixats, TG:targetes grogues, TV:targetes vermelles \| groga \| groga + groga \| groga + vermella \| vermella \| sanció \| lesió \| baixa \| | T:titular, S:surt, E:entra, ES:entra i surt, PJ:partits jugats, GM:gols marcats, GE:gols encaixats, TG:targetes grogues, TV:targetes vermelles \| groga \| groga + groga \| groga + vermella \| vermella \| sanció \| lesió \| baixa \| | T:titular, S:surt, E:entra, ES:entra i surt, PJ:partits jugats, GM:gols marcats, GE:gols encaixats, TG:targetes grogues, TV:targetes vermelles \| groga \| groga + groga \| groga + vermella \| vermella \| sanció \| lesió \| baixa \| | T:titular, S:surt, E:entra, ES:entra i surt, PJ:partits jugats, GM:gols marcats, GE:gols encaixats, TG:targetes grogues, TV:targetes vermelles \| groga \| groga + groga \| groga + vermella \| vermella \| sanció \| lesió \| baixa \| | T:titular, S:surt, E:entra, ES:entra i surt, PJ:partits jugats, GM:gols marcats, GE:gols encaixats, TG:targetes grogues, TV:targetes vermelles \| groga \| groga + groga \| groga + vermella \| vermella \| sanció \| lesió \| baixa \| | T:titular, S:surt, E:entra, ES:entra i surt, PJ:partits jugats, GM:gols marcats, GE:gols encaixats, TG:targetes grogues, TV:targetes vermelles \| groga \| groga + groga \| groga + vermella \| vermella \| sanció \| lesió \| baixa \| | Per sanció      |                 |    |    |     |    |
| T:titular, S:surt, E:entra, ES:entra i surt, PJ:partits jugats, GM:gols marcats, GE:gols encaixats, TG:targetes grogues, TV:targetes vermelles \| groga \| groga + groga \| groga + vermella \| vermella \| sanció \| lesió \| baixa \| | T:titular, S:surt, E:entra, ES:entra i surt, PJ:partits jugats, GM:gols marcats, GE:gols encaixats, TG:targetes grogues, TV:targetes vermelles \| groga \| groga + groga \| groga + vermella \| vermella \| sanció \| lesió \| baixa \| | T:titular, S:surt, E:entra, ES:entra i surt, PJ:partits jugats, GM:gols marcats, GE:gols encaixats, TG:targetes grogues, TV:targetes vermelles \| groga \| groga + groga \| groga + vermella \| vermella \| sanció \| lesió \| baixa \| | T:titular, S:surt, E:entra, ES:entra i surt, PJ:partits jugats, GM:gols marcats, GE:gols encaixats, TG:targetes grogues, TV:targetes vermelles \| groga \| groga + groga \| groga + vermella \| vermella \| sanció \| lesió \| baixa \| | T:titular, S:surt, E:entra, ES:entra i surt, PJ:partits jugats, GM:gols marcats, GE:gols encaixats, TG:targetes grogues, TV:targetes vermelles \| groga \| groga + groga \| groga + vermella \| vermella \| sanció \| lesió \| baixa \| | T:titular, S:surt, E:entra, ES:entra i surt, PJ:partits jugats, GM:gols marcats, GE:gols encaixats, TG:targetes grogues, TV:targetes vermelles \| groga \| groga + groga \| groga + vermella \| vermella \| sanció \| lesió \| baixa \| | T:titular, S:surt, E:entra, ES:entra i surt, PJ:partits jugats, GM:gols marcats, GE:gols encaixats, TG:targetes grogues, TV:targetes vermelles \| groga \| groga + groga \| groga + vermella \| vermella \| sanció \| lesió \| baixa \| | T:titular, S:surt, E:entra, ES:entra i surt, PJ:partits jugats, GM:gols marcats, GE:gols encaixats, TG:targetes grogues, TV:targetes vermelles \| groga \| groga + groga \| groga + vermella \| vermella \| sanció \| lesió \| baixa \| | T:titular, S:surt, E:entra, ES:entra i surt, PJ:partits jugats, GM:gols marcats, GE:gols encaixats, TG:targetes grogues, TV:targetes vermelles \| groga \| groga + groga \| groga + vermella \| vermella \| sanció \| lesió \| baixa \| | T:titular, S:surt, E:entra, ES:entra i surt, PJ:partits jugats, GM:gols marcats, GE:gols encaixats, TG:targetes grogues, TV:targetes vermelles \| groga \| groga + groga \| groga + vermella \| vermella \| sanció \| lesió \| baixa \| | T:titular, S:surt, E:entra, ES:entra i surt, PJ:partits jugats, GM:gols marcats, GE:gols encaixats, TG:targetes grogues, TV:targetes vermelles \| groga \| groga + groga \| groga + vermella \| vermella \| sanció \| lesió \| baixa \| | T:titular, S:surt, E:entra, ES:entra i surt, PJ:partits jugats, GM:gols marcats, GE:gols encaixats, TG:targetes grogues, TV:targetes vermelles \| groga \| groga + groga \| groga + vermella \| vermella \| sanció \| lesió \| baixa \| | T:titular, S:surt, E:entra, ES:entra i surt, PJ:partits jugats, GM:gols marcats, GE:gols encaixats, TG:targetes grogues, TV:targetes vermelles \| groga \| groga + groga \| groga + vermella \| vermella \| sanció \| lesió \| baixa \| | T:titular, S:surt, E:entra, ES:entra i surt, PJ:partits jugats, GM:gols marcats, GE:gols encaixats, TG:targetes grogues, TV:targetes vermelles \| groga \| groga + groga \| groga + vermella \| vermella \| sanció \| lesió \| baixa \| | T:titular, S:surt, E:entra, ES:entra i surt, PJ:partits jugats, GM:gols marcats, GE:gols encaixats, TG:targetes grogues, TV:targetes vermelles \| groga \| groga + groga \| groga + vermella \| vermella \| sanció \| lesió \| baixa \| | T:titular, S:surt, E:entra, ES:entra i surt, PJ:partits jugats, GM:gols marcats, GE:gols encaixats, TG:targetes grogues, TV:targetes vermelles \| groga \| groga + groga \| groga + vermella \| vermella \| sanció \| lesió \| baixa \| | T:titular, S:surt, E:entra, ES:entra i surt, PJ:partits jugats, GM:gols marcats, GE:gols encaixats, TG:targetes grogues, TV:targetes vermelles \| groga \| groga + groga \| groga + vermella \| vermella \| sanció \| lesió \| baixa \| | T:titular, S:surt, E:entra, ES:entra i surt, PJ:partits jugats, GM:gols marcats, GE:gols encaixats, TG:targetes grogues, TV:targetes vermelles \| groga \| groga + groga \| groga + vermella \| vermella \| sanció \| lesió \| baixa \| | T:titular, S:surt, E:entra, ES:entra i surt, PJ:partits jugats, GM:gols marcats, GE:gols encaixats, TG:targetes grogues, TV:targetes vermelles \| groga \| groga + groga \| groga + vermella \| vermella \| sanció \| lesió \| baixa \| | T:titular, S:surt, E:entra, ES:entra i surt, PJ:partits jugats, GM:gols marcats, GE:gols encaixats, TG:targetes grogues, TV:targetes vermelles \| groga \| groga + groga \| groga + vermella \| vermella \| sanció \| lesió \| baixa \| | T:titular, S:surt, E:entra, ES:entra i surt, PJ:partits jugats, GM:gols marcats, GE:gols encaixats, TG:targetes grogues, TV:targetes vermelles \| groga \| groga + groga \| groga + vermella \| vermella \| sanció \| lesió \| baixa \| | T:titular, S:surt, E:entra, ES:entra i surt, PJ:partits jugats, GM:gols marcats, GE:gols encaixats, TG:targetes grogues, TV:targetes vermelles \| groga \| groga + groga \| groga + vermella \| vermella \| sanció \| lesió \| baixa \| | T:titular, S:surt, E:entra, ES:entra i surt, PJ:partits jugats, GM:gols marcats, GE:gols encaixats, TG:targetes grogues, TV:targetes vermelles \| groga \| groga + groga \| groga + vermella \| vermella \| sanció \| lesió \| baixa \| | T:titular, S:surt, E:entra, ES:entra i surt, PJ:partits jugats, GM:gols marcats, GE:gols encaixats, TG:targetes grogues, TV:targetes vermelles \| groga \| groga + groga \| groga + vermella \| vermella \| sanció \| lesió \| baixa \| | T:titular, S:surt, E:entra, ES:entra i surt, PJ:partits jugats, GM:gols marcats, GE:gols encaixats, TG:targetes grogues, TV:targetes vermelles \| groga \| groga + groga \| groga + vermella \| vermella \| sanció \| lesió \| baixa \| | T:titular, S:surt, E:entra, ES:entra i surt, PJ:partits jugats, GM:gols marcats, GE:gols encaixats, TG:targetes grogues, TV:targetes vermelles \| groga \| groga + groga \| groga + vermella \| vermella \| sanció \| lesió \| baixa \| | T:titular, S:surt, E:entra, ES:entra i surt, PJ:partits jugats, GM:gols marcats, GE:gols encaixats, TG:targetes grogues, TV:targetes vermelles \| groga \| groga + groga \| groga + vermella \| vermella \| sanció \| lesió \| baixa \| | T:titular, S:surt, E:entra, ES:entra i surt, PJ:partits jugats, GM:gols marcats, GE:gols encaixats, TG:targetes grogues, TV:targetes vermelles \| groga \| groga + groga \| groga + vermella \| vermella \| sanció \| lesió \| baixa \| | T:titular, S:surt, E:entra, ES:entra i surt, PJ:partits jugats, GM:gols marcats, GE:gols encaixats, TG:targetes grogues, TV:targetes vermelles \| groga \| groga + groga \| groga + vermella \| vermella \| sanció \| lesió \| baixa \| | T:titular, S:surt, E:entra, ES:entra i surt, PJ:partits jugats, GM:gols marcats, GE:gols encaixats, TG:targetes grogues, TV:targetes vermelles \| groga \| groga + groga \| groga + vermella \| vermella \| sanció \| lesió \| baixa \| | T:titular, S:surt, E:entra, ES:entra i surt, PJ:partits jugats, GM:gols marcats, GE:gols encaixats, TG:targetes grogues, TV:targetes vermelles \| groga \| groga + groga \| groga + vermella \| vermella \| sanció \| lesió \| baixa \| | T:titular, S:surt, E:entra, ES:entra i surt, PJ:partits jugats, GM:gols marcats, GE:gols encaixats, TG:targetes grogues, TV:targetes vermelles \| groga \| groga + groga \| groga + vermella \| vermella \| sanció \| lesió \| baixa \| | T:titular, S:surt, E:entra, ES:entra i surt, PJ:partits jugats, GM:gols marcats, GE:gols encaixats, TG:targetes grogues, TV:targetes vermelles \| groga \| groga + groga \| groga + vermella \| vermella \| sanció \| lesió \| baixa \| | T:titular, S:surt, E:entra, ES:entra i surt, PJ:partits jugats, GM:gols marcats, GE:gols encaixats, TG:targetes grogues, TV:targetes vermelles \| groga \| groga + groga \| groga + vermella \| vermella \| sanció \| lesió \| baixa \| | T:titular, S:surt, E:entra, ES:entra i surt, PJ:partits jugats, GM:gols marcats, GE:gols encaixats, TG:targetes grogues, TV:targetes vermelles \| groga \| groga + groga \| groga + vermella \| vermella \| sanció \| lesió \| baixa \| | T:titular, S:surt, E:entra, ES:entra i surt, PJ:partits jugats, GM:gols marcats, GE:gols encaixats, TG:targetes grogues, TV:targetes vermelles \| groga \| groga + groga \| groga + vermella \| vermella \| sanció \| lesió \| baixa \| | T:titular, S:surt, E:entra, ES:entra i surt, PJ:partits jugats, GM:gols marcats, GE:gols encaixats, TG:targetes grogues, TV:targetes vermelles \| groga \| groga + groga \| groga + vermella \| vermella \| sanció \| lesió \| baixa \| | T:titular, S:surt, E:entra, ES:entra i surt, PJ:partits jugats, GM:gols marcats, GE:gols encaixats, TG:targetes grogues, TV:targetes vermelles \| groga \| groga + groga \| groga + vermella \| vermella \| sanció \| lesió \| baixa \| | T:titular, S:surt, E:entra, ES:entra i surt, PJ:partits jugats, GM:gols marcats, GE:gols encaixats, TG:targetes grogues, TV:targetes vermelles \| groga \| groga + groga \| groga + vermella \| vermella \| sanció \| lesió \| baixa \| | T:titular, S:surt, E:entra, ES:entra i surt, PJ:partits jugats, GM:gols marcats, GE:gols encaixats, TG:targetes grogues, TV:targetes vermelles \| groga \| groga + groga \| groga + vermella \| vermella \| sanció \| lesió \| baixa \| | T:titular, S:surt, E:entra, ES:entra i surt, PJ:partits jugats, GM:gols marcats, GE:gols encaixats, TG:targetes grogues, TV:targetes vermelles \| groga \| groga + groga \| groga + vermella \| vermella \| sanció \| lesió \| baixa \| | T:titular, S:surt, E:entra, ES:entra i surt, PJ:partits jugats, GM:gols marcats, GE:gols encaixats, TG:targetes grogues, TV:targetes vermelles \| groga \| groga + groga \| groga + vermella \| vermella \| sanció \| lesió \| baixa \| | Totals          | Totals          | 57 | 43 | 108 | 9  |
| groga | groga + groga | groga + vermella | vermella | sanció | lesió | baixa | | | | | | | | | | | | | | | | | | | | | | | | | | | | | | | | | | | |                 |                 |    |    |     |    |

Nota: els sumatoris només engloben les jornades de lliga regular i no inclouen la promoció d'ascens.

## Resultats i classificacions
| Copa Catalunya |

| 25 maig 2003   | CE Sabadell FC | 3 – 0           | EC Granollers                                                                                                | Sabadell                                          |  |
| 18:30 1a ronda | Orife 35' · Tarrés 75' · Amantegui 90' Arturo · Socías, Amantegui, Iván Hammouch, Moi Olivera · Jaume, Montava, Diego Carrillo, Orife · Rubén, Víctor Santos | Mundo Deportivo | Pelegero Elies, Bellavista, Marc Verdaguer, Navarro Xavi Pérez, Crivillé, Monti, Guerrero Estivi, Puigdesens | Nova Creu Alta · Pedro María Carrasco Rodríguez · |  |

| Amistosos |

| 2 agost 2003 | EC Granollers | 9 – 0           | CE Riudarenes                                                             | Granollers                            |  |
| 18:00        | Bellavista 25' · Fabià 28' · Javi López 34' · Callicó 52' · Puigdesens 60' 73' 85' · Delmàs 75' 80' Xavo · Xavi Pérez, Bellavista, Rubén Salvador, Santaella · Fabià, Oriol Vila, Javi López, Uri · Edu Partida, Barbancho | Mundo Deportivo | Serpa Rafa, Jackson, Polaco, Luis Pepe, Lungui, Sebas, Cuqui Leo, Cantano | Carrer Girona · José Risueño Martos · |  |

| 9 agost 2003 | EC Granollers | 2 – 0           | CF Badalona B                                                                      | Granollers                           |  |
| 19:00        | Puigdesens 53' · Oriol Vila 76' (p.) Ochoa · Elies, Edu Dot, Toni Espiñeira, Gely · Valbuena, Oriol Vila, Crivillé, Callicó · Delmàs, Puigdesens | Mundo Deportivo | Busquets Nando, Rubia, Albert, Litus Heri, José Mari, Andreu, Nefta Mellado, Siles | Carrer Girona · Jordi Liarte Pérez · |  |

| 10 agost 2003 | EC Granollers | 1 – 1           | UE Caprabo                                                                                                | Granollers                              |  |
| 18:00         | Rubén Salvador 63' Xavo · Xavi Pérez, Navarro, Rubén Salvador, Santaella · Fabià, Uri, Javi López, Barbancho · Manel Sala, Edu Partida | Mundo Deportivo | 12' Angelillo René · Óscar, Jordi, Esquerra, Rangel · Recasens, Sánchez, Gatell, Gómez · Landi, Angelillo | Carrer Girona · David Gracia Lafuente · |  |

| 15 agost 2003            | FC Cardedeu                                                                           | 0 – 2           | EC Granollers | Cardedeu               |  |
| 18:00 Trofeu Festa Major | Arrebola Luis, Busquets, Xavi, Moratalla Viale, Juan Carlos, Rodri, Jose Álex, Andreu | Mundo Deportivo | 63' Manel Sala · 80' Delmàs Ochoa · Xavi Pérez, Bellavista, Rubén Salvador, Santaella · Fabià, Navarro, Uri, Carles · Manel Sala, Edu Partida | Municipal · Martínez · |  |

| 20 agost 2003 | CA Osasuna B                                                                       | 0 – 1           | EC Granollers | Seva                   |  |
| 19:00         | Eraso Suazi, Zaldúa, Astiz, Morredos Loperena, Moreno, López, Kike Azurmendi, Sota | Mundo Deportivo | 45' Puigdesens Xavo · Elies, Edu Dot, Toni Espiñeira, Gely · Valbuena, Delmàs, Crivillé, Callicó · Manel Sala, Puigdesens | El Montanyà · García · |  |

| 23 agost 2003 | EC Granollers                                                                                                 | 0 – 2           | CE Premià | Granollers                |  |
| 21:00         | Xavo Bellavista, Navarro, Rubén Salvador, Santaella Uri, Javi López Fabià, Oriol Vila, Xavi Pérez Edu Partida | Mundo Deportivo | 27' Lluís · 65' Raúl Mario · Marc Carranza, Espín, Isma, Azañón · Albert Cantó, Fran Rubio, Murcia · Ferran Vilà, Lluís, Álex Burch | Carrer Girona · Aguilar · |  |

| 24 agost 2003 | EC Granollers                                                                                         | 0 – 0           | RCD Espanyol B                                                                             | Granollers                                |  |
| 18:00         | Ochoa Elies, Edu Dot, Toni Espiñeira, Gely Valbuena, Delmàs, Crivillé, Callicó Manel Sala, Puigdesens | Mundo Deportivo | Suriñach Toni Lao, David, Miki, Carlos García Ceballos, Coro, Sergio Postigo, Iñigo Luismi | Carrer Girona · Diego de la Torre Acedo · |  |

| Tercera Divisió |

| 31 agost 2003   | UE Vilassar de Mar                                                                    | 0 – 1                   | EC Granollers | Vilassar de Mar                                                 |  |
| 12:00 Jornada 1 | Iván Vergés, Peña, Rafa Bellés, Álex Cruz Raúl, Toni, Èdgar, Núñez Roger, Dani Santos | Mundo Deportivo El Punt | 05' Delmàs Ochoa · Elies, Edu Dot, Gely, Toni Espiñeira · Valbuena, Oriol Vila, Crivillé, Callicó · Delmàs, Puigdesens | Xevi Ramon · 350 espectadors · Pedro María Carrasco Rodríguez · |  |

| 7 setembre 2003                                       | EC Granollers | 1 – 0 (suspès)          | UDA Gramenet B                                                                 | Granollers                                                             |  |
| 16:30 Suspès per pluja al descans Jornada 2 (1a part) | Elies 42' Ochoa · Elies, Edu Dot, Toni Espiñeira, Crivillé · Valbuena, Oriol Vila, Navarro, Callicó · Delmàs, Puigdesens | Mundo Deportivo El Punt | Edu Talavera, Moyano, Jorge, Kiku Rimblas Carlos, Tito Peque, Dimas, Rúa Pedro | Carrer Girona · 250 espectadors · David Lanaspa Mainz · Pozo · Pinel · |  |

| 11 setembre 2003 | UE Cornellà | 1 – 2           | EC Granollers | Cornellà de Llobregat           |  |
| 19:00 Jornada 3  | Ochoa 37' · José Antonio · Carlos Andrés, Gómez, Manzano, Cañete · Xavi, Arjona, Tarruella, Lobo · Ochoa, Albert Serrano | Mundo Deportivo | 14' Oriol Vila · 48' Delmàs Ochoa · Elies, Edu Dot, Crivillé, Rubén Salvador · Xavi Pérez, Oriol Vila, Navarro, Callicó · Delmàs, Puigdesens | Via Fèrria · César Ochoa Díez · |  |

| 14 setembre 2003 | EC Granollers | 2 – 1           | FC Palafrugell | Granollers                                    |  |
| 16:30 Jornada 4  | Puigdesens 30' 47' Ochoa · Elies, Edu Dot, Toni Espiñeira, Crivillé · Xavi Pérez, Delmàs, Navarro, Callicó · Manel Sala, Puigdesens | Mundo Deportivo | 69' Jonathan Bayona · Reyes, Óscar Ramírez, Sergi, Pitu · Marc Velasco, Sepu I, Toti, Jonathan · Segalés, David Vicente | Carrer Girona · Miguel María García Jiménez · |  |

| 21 setembre 2003 | CE L'Hospitalet | 2 – 1           | EC Granollers | L'Hospitalet de Llobregat             |  |
| 12:00 Jornada 5  | Gilabert 21' · Cebrià 70' Eduardo · Robert, Uceda, Xavi Morón, Santi · Roger, Jaime, Ángel, Gilabert · Cebrià, Dani Cobo | Mundo Deportivo | 72' (p.) Puigdesens · Ochoa · Xavi Pérez, Edu Dot, Toni Espiñeira, Crivillé · Valbuena, Oriol Vila, Navarro, Callicó · Delmàs, Puigdesens | Feixa Llarga · Félix Hueto Orgillés · |  |

| 24 setembre 2003          | EC Granollers | 3 – 0                   | UDA Gramenet B                                                     | Granollers                              |  |
| 20:30 Jornada 2 (2a part) | Fabià 67' · Manel Sala 90' Ochoa · Xavi Pérez, Edu Dot, Crivillé, Rubén Salvador · Fabià, Oriol Vila, Navarro, Javi López · Manel Sala | Mundo Deportivo El Punt | Durán Talavera, Moyano, Chiri, Tito Peque, Dimas, Rúa, Aarón Pedro | Carrer Girona · Manuel Medina Cabello · |  |

| 28 setembre 2003 | EC Granollers | 2 – 4           | CF Gavà | Granollers                             |  |
| 18:00 Jornada 6  | Fabià 06' · Manel Sala 90' Ochoa · Toni Espiñeira, Edu Dot, Crivillé, Rubén Salvador · Fabià, Oriol Vila, Navarro, Javi López · Manel Sala, Edu Partida | Mundo Deportivo | 30' 44' 60' Jito · 48' Herrera Álvaro · Isidro, Méndez, Matito, Herrera · Bartrés, Coromina, Cortada, Marcial · Jito, Capilla | Carrer Girona · David Miranda Torres · |  |

| 5 octubre 2003  | CF Badalona | 3 – 1                   | EC Granollers | Badalona                                                                            |  |
| 17:00 Jornada 7 | 01' 28' Ángel · 40' Jota Álvarez · Vacas, Cámara, Castillo, Vicente · Salvanyà, Pibe, Pablo, Blanco · Ángel, Jota | Mundo Deportivo El Punt | 60' Manel Sala · Ochoa · Toni Espiñeira, Edu Dot, Crivillé, Bellavista · Fabià, Oriol Vila, Navarro, Callicó · Manel Sala, Delmàs | Camp del Centenari · 700 espectadors · Juan Manuel Vico Moreno · Girón · Companys · |  |

| 12 octubre 2003 | EC Granollers | 2 – 0           | UE Sant Andreu                                                                                  | Granollers                            |  |
| 18:30 Jornada 8 | Manel Sala 52' · Callicó 74' Ochoa · Toni Espiñeira, Edu Dot, Crivillé, Rubén Salvador · Fabià, Navarro, Delmàs, Callicó · Manel Sala, Puigdesens | Mundo Deportivo | Balti Manel, Ballús, Manolo Jiménez, Barón Óscar, Luna, Sergi, Guerrero David Pérez, Marc Pujol | Carrer Girona · Bartomeu Jerez Riba · |  |

| 18 octubre 2003 | FC Barcelona C | 1 – 1           | EC Granollers | Barcelona                             |  |
| 19:00 Jornada 9 | Alberto Carroza 64' Montero · Marín, Javi, Xavi Comas, Fran · Xavi Seco, Andreu, Alberto Carroza, Javito · Víctor Curto, Pitu | Mundo Deportivo | 08' Callicó Ochoa · Elies, Edu Dot, Crivillé, Rubén Salvador · Toni Espiñeira, Navarro, Delmàs, Callicó · Manel Sala, Puigdesens | Mini Estadi · Abraham Martínez Sáez · |  |

| 26 octubre 2003  | EC Granollers | 2 – 1           | CD Banyoles | Granollers                              |  |
| 16:30 Jornada 10 | Fabià 41' · Delmàs 77' (p.) Xavo · Xavi Pérez, Edu Dot, Toni Espiñeira, Crivillé · Fabià, Oriol Vila, Navarro, Callicó · Manel Sala, Delmàs | Mundo Deportivo | 55' Xavi Masferrer · Gerard · Toni, Berga, Álex Ortiz, Pibe · Plaja, Xavi Masferrer, Pitu, Padilla · Jonathan, Tomás | Carrer Girona · David Gracia Lafuente · |  |

| 2 novembre 2003  | UE Castelldefels | 1 – 0           | EC Granollers                                                                                             | Castelldefels                         |  |
| 12:00 Jornada 11 | Sellarès 38' Craviotto · Sierra, Naranjo, Salmerón, Óscar Sánchez · Aldrich, Paquito, Alberto, Rubio · Sellarès, Bisbal | Mundo Deportivo | Xavo Elies, Edu Dot, Toni Espiñeira, Rubén Salvador Fabià, Oriol Vila, Delmàs, Callicó Manel Sala, Estivi | Els Canyars · Celso Capdequí Blanch · |  |

| 9 novembre 2003  | EC Granollers | 1 – 0           | FE Figueres                                                                                      | Granollers                                |  |
| 12:00 Jornada 12 | Delmàs 92' Ochoa · Elies, Edu Dot, Toni Espiñeira, Crivillé · Xavi Pérez, Navarro, Delmàs, Callicó · Manel Sala, Estivi | Mundo Deportivo | Buendía Casabella, Javi Prado, Álex, Santiago Damià, Rafa Márquez, Cristian, Ivi Vinyoles, Jaume | Carrer Girona · José Fernández Martínez · |  |

| 16 novembre 2003 | EC Granollers | 3 – 1           | AEC Manlleu | Granollers                                 |  |
| 12:00 Jornada 13 | Delmàs 14' · Manel Sala 26' · Estivi 69' Ochoa · Elies, Edu Dot, Crivillé, Rubén Salvador · Xavi Pérez, Navarro, Delmàs, Javi López · Manel Sala, Estivi | Mundo Deportivo | 02' Casas · Barragán · Serrabassa, Verdaguer, Godayol, Vaqué · Comas, Masoliver, Marc Sala, Edu Torra · Casas, Baruc | Carrer Girona · Juan Carlos Toyos Acosta · |  |

| 23 novembre 2003 | CF Reus Deportiu | 2 – 1                   | EC Granollers | Reus                                              |  |
| 17:00 Jornada 14 | Piti 37' · Cristino 55' Roberto · Ángel, Mendaza, Claramunt, Higuera · Sergi Grau, Yangüela, Cristino, Chorro · Piti, De Carlos | Mundo Deportivo El Punt | 81' (p.) Delmàs · Ochoa · Elies, Edu Dot, Crivillé, Rubén Salvador · Xavi Pérez, Navarro, Oriol Vila, Javi López · Manel Sala, Delmàs | Camp Nou · 800 espectadors · Rafael Díaz Melero · |  |

| 30 novembre 2003 | EC Granollers                                                                                                | 0 – 0           | CF Peralada                                                                    | Granollers                                 |  |
| 12:00 Jornada 15 | Ochoa Xavi Pérez, Crivillé, Rubén Salvador, Javi López Valbuena, Navarro, Delmàs, Callicó Manel Sala, Estivi | Mundo Deportivo | Ureña José, Jonathan, Abel, Oronoz Cano, Villaplana, Santos, Diego Mario, Nene | Carrer Girona · Ezequiel Reguera Reguera · |  |

| 14 desembre 2003 | UE Tàrrega | 3 – 3           | EC Granollers | Tàrrega                                  |  |
| 12:00 Jornada 16 | Fuentes 02' · Mariani 30' · Tico 90' Miki · Horcajada, Sangrà, Mayoral, Ramón · Fuentes, Mariani, Torres, Nogueras · Peña, Prats | Mundo Deportivo | 39' Edu Dot · 72' Fabià · 73' (p.) Delmàs Xavo · Valbuena, Edu Dot, Crivillé, Rubén Salvador · Fabià, Gely, Navarro, Callicó · Manel Sala, Delmàs | La Plana · Miguel María García Jiménez · |  |

| 21 desembre 2003 | EC Granollers | 1 – 1           | CE Manresa                                                                                          | Granollers                                                                          |  |
| 12:00 Jornada 17 | Gely 63' Ochoa · Valbuena, Edu Dot, Crivillé, Rubén Salvador · Fabià, Gely, Navarro, Callicó · Manel Sala, Delmàs | Mundo Deportivo | 88' Romà Biols Tarrés · Isaac, Farrés, Segura, Romà Biols · Cano, Òscar, Sucías, Micky · Riu, Chava | Carrer Girona · Gonzalo Aguilera Hernando · José Gregorio Melús Fierro · Aparicio · |  |

| 4 gener 2004     | CE Europa                                                                                              | 1 – 2           | EC Granollers | Vila de Gràcia, Barcelona              |  |
| 12:00 Jornada 18 | Ros 06' · Pelegero · Aleix, Juli, Amorós, Ketxus · Romario, Diego, Pau Clavero, Marc Pérez · Dolz, Ros | Mundo Deportivo | 03' Puigdesens · 87' Gely Ochoa · Elies, Edu Dot, Crivillé, Bellavista · Valbuena, Navarro, Gely, Callicó · Manel Sala, Puigdesens | Nou Sardenya · Francisco Oliva Bueno · |  |

| 11 gener 2004    | EC Granollers                                                                                    | 0 – 0           | CF Vilanova | Granollers                              |  |
| 12:00 Jornada 19 | Ochoa Elies, Edu Dot, Crivillé, Bellavista Xavi Pérez, Navarro, Gely, Callicó Manel Sala, Delmàs | Mundo Deportivo | Guti Javi González, Víctor Durán, Alfonso, Gimeno Jordi Rodríguez, Juanje, Puado, Santi Triguero Luismi, Colomé | Carrer Girona · Abraham Martínez Sáez · |  |

| 18 gener 2004    | EC Granollers | 3 – 0           | UE Vilassar de Mar                                                                 | Granollers                               |  |
| 12:00 Jornada 20 | Puigdesens 48' · Xavi Pérez 75' · Delmàs 81' Ochoa · Elies, Edu Dot, Crivillé, Bellavista · Xavi Pérez, Navarro, Gely, Callicó · Manel Sala, Delmàs | Mundo Deportivo | Iván Vergés, Chino, Rueda, José Dani Santos, Rafa Bellés, Toni, Núñez Roger, Èdgar | Carrer Girona · Manuel Montero Esteban · |  |

| 25 gener 2004    | UDA Gramenet B                                                                 | 0 – 3           | EC Granollers | Santa Coloma de Gramenet                 |  |
| 17:00 Jornada 21 | Edu Talavera, Jorge, Israel, Kiku Rimblas Pibe, Sauras Peque, Dimas, Rúa Pedro | Mundo Deportivo | 36' 57' 75' Estivi Ochoa · Elies, Edu Dot, Crivillé, Bellavista · Xavi Pérez, Delmàs, Gely, Callicó · Manel Sala, Estivi | Can Peixauet · Jorge Salvador Martínez · |  |

| 1 febrer 2004    | EC Granollers | 1 – 2           | UE Cornellà | Granollers                           |  |
| 12:00 Jornada 22 | Manel Sala 17' · Ochoa · Valbuena, Edu Dot, Crivillé, Bellavista · Xavi Pérez, Delmàs, Gely, Callicó · Manel Sala, Estivi | Mundo Deportivo | 30' Moisés · 90' Sanchís Pociello · Carlos Andrés, Gómez, Manzano, Cañete · Chiri, Arjona, Pedro, Moisés · Ochoa, Sanchís | Carrer Girona · Rafael Díaz Melero · |  |

| 8 febrer 2004    | FC Palafrugell | 1 – 2           | EC Granollers | Palafrugell                               |  |
| 16:30 Jornada 23 | Segalés 48' · Bayona · Álex Sánchez, Pérez, Olivares, Óscar Ramírez · Marc Velasco, Sepu I, Toti, José Ramírez · Segalés, David Vicente | Mundo Deportivo | 38' Navarro · 70' Manel Sala Ochoa · Elies, Edu Dot, Crivillé, Bellavista · Fabià, Gely, Navarro, Callicó · Paquito, Delmàs | Josep Pla i Arbonés · David Tomás Baulo · |  |

| 15 febrer 2004   | EC Granollers | 3 – 2           | CE L'Hospitalet | Granollers                            |  |
| 12:00 Jornada 24 | Navarro 15' · Paquito 18' · Bellavista 45' Ochoa · Valbuena, Edu Dot, Crivillé, Bellavista · Fabià, Gely, Navarro, Callicó · Paquito, Delmàs | Mundo Deportivo | 03' Morillo · 90' Ángel · Eduardo · Ángel, Jaime, Robert, Roger · Morillo, Uceda, Raúl, Xavi Morón · Gilabert, Cárcel | Carrer Girona · Ernesto Gómez Hoyas · |  |

| 22 febrer 2004   | CF Gavà | 1 – 1           | EC Granollers                                                                                                | Gavà                                |  |
| 12:00 Jornada 25 | Roger 69' Álvaro · Iván López, Méndez, Soteras, Herrera · Beltrán, Coromina, Míchel, Marín · Capilla, Marcial | Mundo Deportivo | 06' Callicó Ochoa · Elies, Edu Dot, Gely, Bellavista · Fabià, Navarro, Delmàs, Callicó · Manel Sala, Paquito | La Bòbila · David Gracia Lafuente · |  |

| 29 febrer 2004   | EC Granollers | 1 – 1           | CF Badalona                                                                                                  | Granollers                                 |  |
| 12:00 Jornada 26 | Manel Sala 16' Ochoa · Elies, Gely, Crivillé, Bellavista · Fabià, Navarro, Delmàs, Valbuena · Manel Sala, Paquito | Mundo Deportivo | 31' Ángel Rodri · Juan Carlos, Cámara, Castillo, Vicente · Pablo, Salvanyà, Rubén Casado, Joel · Ángel, Jota | Carrer Girona · Xavier Estrada Fernández · |  |

| 7 març 2004      | UE Sant Andreu                                                                                             | 2 – 3           | EC Granollers | Sant Andreu de Palomar, Barcelona   |  |
| 12:00 Jornada 27 | Óscar 60' · Bueno 62' · Jordi · Ballús, Barón, Luna, Pepe · Ángel, Sergi, Ariza, Óscar · Villanueva, Bueno | Mundo Deportivo | 06' Paquito · 24' (p.) Delmàs · 51' Navarro Ochoa · Elies, Edu Dot, Crivillé, Rubén Salvador · Fabià, Navarro, Gely, Callicó · Delmàs, Paquito | Narcís Sala · David Lanaspa Mainz · |  |

| 14 març 2004     | EC Granollers                                                                               | 0 – 2           | FC Barcelona C | Granollers                              |  |
| 12:00 Jornada 28 | Xavo Elies, Edu Dot, Crivillé, Rubén Salvador Fabià, Navarro, Gely, Callicó Delmàs, Paquito | Mundo Deportivo | 03' Expósito · 94' Gilberto Rubén · Marín, Andreu, Besada, Xavi Comas · Javito, Jiménez, Cristian, Mesalles · Expósito, Xavi Seco | Carrer Girona · Abraham Martínez Sáez · |  |

| 21 març 2004     | CD Banyoles                                                                       | 0 – 1           | EC Granollers                                                                                                | Banyoles                        |  |
| 17:00 Jornada 29 | Fran Pitu, Toni, Padilla, Pibernat Peri, Xavi Masferrer, Plaja, Juli Tomàs, Parés | Mundo Deportivo | 80' Elies Ochoa · Elies, Edu Dot, Crivillé, Rubén Salvador · Fabià, Navarro, Gely, Callicó · Delmàs, Paquito | Camp Nou · Jordi Liarte Pérez · |  |

| 28 març 2004     | EC Granollers | 2 – 2                | UE Castelldefels | Granollers                                                |  |
| 12:00 Jornada 30 | Delmàs 03' (p.) · Gely 43' Ochoa · Elies, Edu Dot, Crivillé, Rubén Salvador · Fabià, Navarro, Gely, Callicó · Delmàs, Paquito | Mundo Deportivo Avui | 20' Sellarès · 72' Aldrich Craviotto · Aguilera, Naranjo, Salmerón, Óscar Sánchez · Ruano, Paquito, Aldrich, Chus · Sellarès, Bisbal | Carrer Girona · 500 espectadors · Carlos Sánchez Barbas · |  |

| 3 abril 2004     | FE Figueres | 1 – 1           | EC Granollers | Vilatenim, Figueres                                 |  |
| 18:00 Jornada 31 | Juanjo 30' Buendía · Cristian, Socías, Javi Prado, Juanjo · Roca, Álex, Rafa Márquez, David Costa · Isaac, Marquitos | Mundo Deportivo | 47' Puigdesens Ochoa · Elies, Edu Dot, Crivillé, Rubén Salvador · Xavi Pérez, Navarro, Gely, Callicó · Puigdesens, Delmàs | Municipal de Vilatenim · Juan Carlos Toyos Acosta · |  |

| 18 abril 2004    | AEC Manlleu | 4 – 1           | EC Granollers | Manlleu                                      |  |
| 17:00 Jornada 32 | Ernest 06' · Marín 63' 71' · Edu Torra 87' Barragán · Masoliver, Ernest, Santaella, Godayol · Casas, Romero, Rodri, Barnils · Marín, Edu Torra | Mundo Deportivo | 45' Gely · Ochoa · Elies, Edu Dot, Crivillé, Bellavista · Xavi Pérez, Navarro, Gely, Callicó · Puigdesens, Delmàs | Municipal · Pedro María Carrasco Rodríguez · |  |

| 25 abril 2004    | EC Granollers | 2 – 1           | CF Reus Deportiu | Granollers                                               |  |
| 12:00 Jornada 33 | Delmàs 03' (p.) · Paquito 67' Lluís Paré · Elies, Edu Dot, Crivillé, Rubén Salvador · Xavi Pérez, Navarro, Gely, Callicó · Puigdesens, Delmàs | Mundo Deportivo | 56' Sergi Grau · Roberto · Egurbide, Jornet, Mendaza, Claramunt · Sergi Grau, Yangüela, Cristino, González · Piti, De Carlos | Carrer Girona · 500 espectadors · David Miranda Torres · |  |

| 2 maig 2004      | CF Peralada                                                                                              | 1 – 2           | EC Granollers | Peralada                                                 |  |
| 17:00 Jornada 34 | Mourad 55' · Ureña · José, Nene, Xavi Sánchez, Oronoz · Cano, Villaplana, Santos, Meji · Iduriaga, Diego | Mundo Deportivo | 46' Puigdesens · 80' Delmàs Ochoa · Elies, Edu Dot, Crivillé, Rubén Salvador · Xavi Pérez, Navarro, Gely, Callicó · Puigdesens, Delmàs | Municipal · 300 espectadors · Ezequiel Reguera Reguera · |  |

| 9 maig 2004      | EC Granollers | 1 – 0           | UE Tàrrega                                                                            | Granollers                          |  |
| 12:00 Jornada 35 | Delmàs 68' (p.) Ochoa · Elies, Edu Dot, Crivillé, Rubén Salvador · Fabià, Delmàs, Gely, Callicó · Manel Sala, Puigdesens | Mundo Deportivo | Miki Horcajada, Sangrà, Mayoral, Usall Rubio, Mariani, Torres, Fuentes Peña, Nogueras | Carrer Girona · David Tomás Baulo · |  |

| 16 maig 2004     | CE Manresa                                                                          | 0 – 0                                   | EC Granollers                                                                                        | Manresa                                                                  |  |
| 17:00 Jornada 36 | Tarrés Isaac, Farrés, Segura, Romà Biols Cano, Andreu, Sucías, Chava Barcons, Micky | Mundo Deportivo Regió 7 (1) Regió 7 (2) | Ochoa Elies, Bellavista, Edu Dot, Rubén Salvador Fabià, Gely, Delmàs, Callicó Manel Sala, Puigdesens | Nou Congost · José Fernández Martínez · Sergio Opi Beneito · Hernández · |  |

| 23 maig 2004     | EC Granollers | 2 – 1           | CE Europa | Granollers                                |  |
| 12:00 Jornada 37 | Crivillé 14' · Bellavista 44' Ochoa · Elies, Edu Dot, Crivillé, Bellavista · Fabià, Delmàs, Gely, Callicó · Manel Sala, Puigdesens | Mundo Deportivo | 58' Dolz · Pelegero · Macías, Carlos, Pau Teodoro, Robert · Romario, Aleix, Ketxus · Pau Clavero, Dolz, Marc Pérez | Carrer Girona · Jorge Salvador Martínez · |  |

| 30 maig 2004     | CF Vilanova | 0 – 0           | EC Granollers                                                                                      | Vilanova i la Geltrú                                       |  |
| 18:00 Jornada 38 | Massana Javi González, Víctor Durán, Boira, Gimeno Jordi Rodríguez, Aloisio, Puado, Santi Triguero Luismi, David Ávila | Mundo Deportivo | Ochoa Elies, Edu Dot, Crivillé, Rubén Salvador Fabià, Delmàs, Gely, Callicó Manel Sala, Puigdesens | Alumnes Obrers · 3500 espectadors · David Miranda Torres · |  |

| Posició | J  | G  | E  | P | GF | GC | DG | Punts |
| ------- | -- | -- | -- | - | -- | -- | -- | ----- |
| 4t      | 38 | 19 | 11 | 8 | 57 | 43 | 14 | 68    |

| Promoció d'ascens a Segona Divisió B |

| 6 juny 2004             | EC Granollers | 1 – 2           | AD Mar Menor | Granollers                                                     |  |
| 12:00 Semifinal - Anada | Puigdesens 48' · Ochoa · Elies, Edu Dot, Crivillé, Rubén Salvador · Fabià, Delmàs, Gely, Callicó · Estivi, Puigdesens | Mundo Deportivo | 74' Mariano · 77' Ortega Trujillo · Leo, Juanjo, Ortega, Contreras · Cañadas, Dani Alonso, Quintana, Emilio · Melo, Mariano | Carrer Girona · 1000 espectadors · Francisco Moreno Martínez · |  |

| 13 juny 2004              | AD Mar Menor | 3 – 1                               | EC Granollers | San Javier                                                                                       |  |
| 19:00 Semifinal - Tornada | Melo 45' 58' · Cañadas 52' Trujillo · Leo, Juanjo, Ortega, Emilio Rodríguez · Cañadas, Dani Alonso, Quintana, Emilio · Melo, Mariano | Mundo Deportivo La Verdad de Murcia | 49' Navarro · Ochoa · Elies, Edu Dot, Crivillé, Rubén Salvador · Fabià, Navarro, Delmàs, Callicó · Estivi, Puigdesens | Pitín · 1500 espectadors · Sergio González Cantador · Antonio Calero Cano · Andrés Ocaña Ortiz · |  |